# 宋锵鸣
宋锵鸣（1878年—?），字兰佩，浙江嵊县人 。民国时期工程师。

## 生平
1902年，出任山西大学堂西学专斋教师。
民国初年，改为铁路部门工作。先后出任汉粤川铁路湘鄂局考工科科长，中国铁路协会会员，1920年由北洋政府交通部授予一等一级奖章，1922年任华盛顿会议中国代表团秘书，1927年南京国民政府成立后任铁道部技正，1937年左右任胶济铁路管理局总务处副处长、材料处处长等职务。